# Listă de Pokémoni

Primii 150 de Pokémoni care apar în stadionul Pokémon, începând cu Bulbasaur în colțul din stânga sus și terminând cu Mewtwo în colțul din dreapta jos.

Franciza Pokemon se învârte în jurul a 1015 de specii fictive de monștri de colecție, fiecare având modele și abilități unice. Conceput de Satoshi Tajiri la începutul anului 1989, Pokémon sunt creaturi care locuiesc în Lumea Pokemon fictivă. Desenele pentru multitudinea de specii se pot inspira din orice, cum ar fi obiectele neînsuflețite, animalele din lumea reală sau mitologia. Mulți Pokémoni sunt capabili să evolueze în specii mai puternice, în timp ce altele pot suferi schimbări de formă și pot obține rezultate similare. Inițial, doar o mână de artiști condusă de Ken Sugimori au proiectat Pokémon. Cu toate acestea, până în 2013 o echipă de 20 de artiști a lucrat împreună pentru a crea noi modele de specii. Sugimori și Hironobu Yoshida conduc echipa și determină desenele finale. Fiecare iterație a seriei a adus laude și critici asupra numeroaselor creaturi.
Gama largă de creaturi este împărțită în Generații, fiecare diviziune cuprinzând în principal titluri noi din seria de jocuri video principale și adesea o schimbare a consolei portabile. 
Generația I se referă la Roșu, Verde, Albastru și Galben; Generația II se referă la Aur, Argint și Crystal; Generația III se referă la Ruby, Sapphire și Emerald; Generația IV se referă la Diamond, Pearl și Platinum; Generația V se referă la Negru, Alb, Negru 2 și Alb 2, Generația VI se referă la X și Y; iar Generația VII se referă la Soare, Lună, Ultra Soare și Ultra Moon, plus cele două Pokemonuri Mitice introduse în Let's Go, Pikachu !, și Let's Go, Eevee !. Fiecare generație este de asemenea marcată de adăugarea de noi Pokémoni: 151 în Generația I în regiunea Kanto, 100 în Generația II în regiunea Johto, 135 în Generația III în regiunea Hoenn, 107 în Generația IV în regiunea Sinnoh, 156 în Generația V din regiunea Unova, 72 în generația VI din regiunea Kalos și 88 în generația VII în regiunea Alola și Kanto.
Datorită numărului mare de Pokémoni, listarea fiecărei specii este împărțită în articole prin generație. Pokemon-urile 809 sunt organizate după numărul lor în Pokédex-ul național - o enciclopedie electronică în joc care furnizează diverse informații despre Pokémon. Pokédex-ul național este împărțit în serii Pokédex regionale, fiecare în jurul speciei introduse în timpul generațiilor lor împreună cu generațiile mai în vârstă. De exemplu, Johto Pokédex, Generation II, acoperă cele 100 de specii introduse în aur și argint, pe lângă cele 151 de specii originale. Enciclopediile urmează o ordine generală: primele Pokemon sunt listate pe primul loc, urmate de specii care pot fi obținute devreme în jocurile respective și sunt încheiate cu Pokemon Legendar și Mythical. Generația V este o excepție notabilă, deoarece Victini este primul Pokémon din Unova Pokédex și este, de asemenea, unic numit ca număr 0.

## Concept
Premisa Pokémon în general a fost concepută de Satoshi Tajiri - care a fondat mai târziu Game Freak - în 1989, când Game Boy a fost lansat. Creaturile care locuiesc în lumea Pokémonului sunt de asemenea numite Pokémon. Cuvântul „Pokémon” este o contracție transliterată a brandului japonez Pocket Monsters (ポケットモンスター Poketto Monsutā?). Conceptul universului Pokémon, atât în jocurile video, cât și în lumea ficțională generală a Pokémon, provine cel mai mult din hobby-ul copilariei lui Tajiri de colecționarea insectelor. Alte influențe asupra conceptului includ Ultraman, anime și jocurile video în general. De-a lungul vieții sale timpurii, Tajiri a văzut orașul natal rural (Machida, Tokyo) transformat într-un centru urban. Urbanizarea orașului a distrus animalele sălbatice și el și ceilalți care locuiau în zonă au fost în cele din urmă incapabili să strângă insecte. Prin intermediul Pokémon, Tajiri a încercat să aducă înapoi acest joc în aer liber și să îl împartă cu lumea. Primele jocuri din franciza, Red and Green, au fost lansate pe 27 februarie 1996 în Japonia pentru Game Boy;jocurile au văzut o lansare internațională ca Red and Blue în septembrie 1998. Abilitatea de a captura, de a lupta, de a face comerț și de a avea grijă de numeroase creaturi a catapultat Pokémon la popularitatea internațională și a devenit o franciză de miliarde de dolari, iar aceasta este cea de-a doua cea mai bine vândută serie de jocuri video, în spatele francizei Mario.

La începutul unui joc principal din seria Pokemon, personajul jucătorului primește unul din trei „Pokemoni” de început, cu care pot lupta și captura alți Pokémoni. Fiecare Pokémon are unul sau două „tipuri”, cum ar fi Focul, Apa sau Iarba. În luptă, anumite tipuri sunt puternice împotriva altor tipuri. De exemplu, un atac de tip foc va face mai multe daune unui Pokémon de iarbă decât un atac de tip apă. Această formă de joc este frecvent comparată cu cea a piatră, hârtie, foarfecă, deși jucătorii trebuie să strategizeze ce Pokémon și care dintre atacurile lor să folosească împotriva diferiților adversari.
Multe specii de Pokémon sunt capabile să evolueze într-o creatură mai mare și mai puternică. Schimbarea este însoțită de schimbări de stat, în general o creștere modestă și de acces la o varietate mai mare de atacuri. Există mai multe modalități de a declanșa o evoluție, inclusiv atingerea unui anumit nivel, utilizarea unei pietre speciale sau învățarea unui anumit atac. De exemplu, la nivelul 16 Bulbasaur este capabil să evolueze în Ivysaur. În special, Eevee de tip normal are capacitatea de a evolua în opt diferiți Pokémon: Jolteon (Electric), Flareon (Foc), Vaporeon (Apă), Umbreon (Negru), Espeon (Psihic), Leafeon (Iarbă), Glaceon (Gheață) și Sylveon (Zână). În Generația VI, un nou mecanic numit Mega Evolution - precum și un subset de Mega Evolution numit Reversion Primal - a fost introdus în joc. Spre deosebire de evoluția normală, Mega Evolution și Primal Reversion durează doar pe durata unei bătălii, cu Pokemon-ul revenind la forma sa normală la final. Patruzeci și opt de Pokémoni sunt capabili să treacă prin Mega Evolution sau Primal Reversion de la lansarea Soarelui și a Lunii. Spre deosebire de acestea, unele specii, cum ar fi Castform, Rotom, Unown și Lycanroc, suferă modificări care pot provoca modificări și modificări de tip statal, dar nu sunt considerate specii noi. Unii Pokémoni au diferențe de aspect datorită genului. Pokémon poate fi de sex masculin sau de sex feminin, de sex masculin, doar de sex feminin, sau fără sexe.

Deși franciza Pokémon este destinată în primul rând jucătorilor mai tineri, fiecare Pokémon are diferite atribute complexe, cum ar fi naturi, trăsături caracteristice, valori individuale (IV) și valori de efort (EV). Acestea, potrivit Directorului Consiliului Game Freak, Junichi Masuda, sunt destinate oamenilor „care se bucură de luptă și doresc să meargă mai profund”. Aceste statistici individuale au fost incluse, de asemenea, deoarece conceptul de bază al francizei este acela de a pregăti Pokémon-ul. Designerul Takeshi Kawachimaru a declarat că IVs și EVs „ajută la realizarea fiecărui Pokemon în jocul individual”, adăugându-le aspecte unice. Fiecare joc Pokémon introduce câțiva Pokemoni „Legendari” și „Mitici”, care sunt puternici, rari și greu de prins. Pokémon Sun și Luna au introdus „Ultra Beasts”, care sunt descrise ca fiind „ființe dintr-o altă dimensiune” care au apărut în regiunea Alola și sunt la fel de puternice și rare.

## Design și dezvoltare

Mecanica evoluției este cel mai proeminent afișată prin Eevee (centru) și cele opt evoluții, colectiv cunoscute ca „Eeveelutions”. Fiecare necesită o altă metodă pentru a evolua și reprezintă noul tip pe care îl generează.

Pe parcursul dezvoltării Red and Green, toți Pokémonii au fost proiectați de Ken Sugimori, un prieten de mult timp al lui Tajiri, și o echipă de mai puțin de zece persoane, inclusiv Atsuko Nishida, care este creditat ca designer al lui Pikachu. Până în 2013, o echipă de 20 de artiști a lucrat împreună pentru a crea noi modele de specii. Un comitet de cinci persoane determină ce modele sunt încorporate în jocuri, cu Sugimori și Hironobu Yoshida finalizând aspectul fiecărei creaturi. În plus, Sugimori este responsabil pentru legendarul boxart Pokémon și toate lucrările de artă oficiale pentru jocuri. Potrivit lui Yoshida, numărul de modele Pokémon respinse este de cinci până la zece ori mai mare decât numărul finalizat în fiecare joc. În cazuri rare, desenele respinse sunt readuse și eliberate într-o generație ulterioară.  Shigeru Ohmori, director al Soarelui și Lunii, a recunoscut că crearea unui nou Pokémon a devenit o sarcină dificilă cu numărul mare de creaturi proiectate în istoria de 20 de ani a francizei [8]. Fiecare iterație a seriei a adus laude și critici asupra numeroaselor creaturi.
| Normal    | Foc       |
| Luptă     | Apă       |
| Zburător  | Iarbă     |
| Otrăvitor | Electric  |
| Pământ    | Psihic    |
| Piatră    | Gheață    |
| Gândac    | Dragon    |
| Fantomă   | Întuneric |
| Oțel      | Zână      |
| --------- | --------- |

Desenele pentru Pokémon sunt adesea foarte asemănătoare cu creaturile din viața reală, dar includ și obiecte inanimate. Directorul Junichi Masuda și designerul grafic Takao Unno au declarat că inspirația pentru designul Pokémon poate veni din orice. Varietatea animalelor și culturii din întreaga lume oferă baza nenumăratelor idei care trebuie incluse în franciză . Mediul în care ar trăi un Pokémon este luat în considerare atunci când este proiectat. Comfey-ul asemănător lui lei se potrivește în mod adecvat regiunii Alola inspirată de Hawaii a Soarelui și Lunii. Masuda a declarat că fiecare element al unui design are un motiv de funcționare . În unele cazuri, echipa de proiectare creează o amprentă pe care un Pokemon o poate face și o desenează în jurul ei. Unii designeri se uită la mecanica jocurilor pentru inspirație, văd în care anumite combinații de tipuri ar putea fi interesante. Introducerea într-un tip variază în timpul procesului de proiectare, uneori un Pokémon primește un tip după ce este creat și altfel este proiectat în jurul unui anumit tip. Fiecare Pokémon are o înălțime și o greutate specifică.

Rădăcinile mai simple ale modelelor din Generația I au determinat o mai mare complexitate în jocurile ulterioare. Design-urile, în general, au devenit din ce în ce mai complexe și mai tematice în jocurile mai noi. Sneasel, de exemplu, inspiră japonezii yōkai kamaitachi, creaturi mitice cu gheare rapide și clare, care vânează în grupuri. Aceste elemente sunt toate găsite în designul și caracteristicile lui Sneasel. Noii Pokémoni introduși în Generația VI, de exemplu, sunt puternic influențate de cultura și fauna Europei (și anume Franța) . Cu toate acestea, prin lansarea lui X și Y în 2013, Sugimori a declarat că dorește ca designul Pokémon să se întoarcă la rădăcinile mai simple ale francizei.
Masuda consideră că Pokemon-ul inițial este printre cele mai importante în franciză; Yoshida merge mai departe și îi numește „fața acelei generații” și spune că „ei sunt cei care ar trebui să fie pe ambalaj”. Cei trei Pokemoni din fiecare generație sunt Iarbă, Apă și Foc, un trio pe care Masuda îl consideră cel mai ușor de înțeles pentru noii jucători. Într-un interviu acordat la GamesRadar în 2009, Masuda a declarat că Pokemon-ul simplu durează aproximativ șase luni pentru proiectare și dezvoltare, în timp ce Pokémon care joacă un rol mai important în jocuri (cum ar fi Pokemon-ul de început) poate dura mai mult de un an. Masuda a adăugat: „De asemenea, dorim ca designerul să aibă cât mai multă libertate posibilă, nu vrem să ne restrângem imaginația spunând: 'Vrem un fel de Pokemon.' Când vorbim cu designerul, întotdeauna subliniem că nu ar trebui să se gândească la Pokemon în mod necesar, ci ar trebui să fie la fel de creativi cât pot.” Dupa ce a fost proiectat Pokemonul, acesta este trimis catre „Producătorul de Bătălii”, care decide ce mutații și statistici trebuie să aibă Pokemon.

## Liste de pokemoni

### Liste detaliate pe generație
| Generație      | Ani       | Titluri principale                | Remake îmbunătățit                     | Platforme                    | Număr de Pokémoni | Număr de Pokémoni |
| Generație      | Ani       | Titluri principale                | Remake îmbunătățit                     | Platforme                    | Noi               | Total             |
| -------------- | --------- | --------------------------------- | -------------------------------------- | ---------------------------- | ----------------- | ----------------- |
| Generația I    | 1996–1999 | Red, Green, Blue și Yellow        | None                                   | Game Boy, Nintendo 3DS       | 151               | 151               |
| Generația II   | 1999–2002 | Gold, Silver, și Crystal          | None                                   | Game Boy Color, Nintendo 3DS | 100               | 251               |
| Generația III  | 2002–2006 | Ruby, Sapphire, și Emerald        | FireRed and LeafGreen                  | Game Boy Advance             | 135               | 386               |
| Generația IV   | 2006–2010 | Diamond, Pearl, și Platinum       | HeartGold and SoulSilver               | Nintendo DS                  | 107               | 493               |
| Generația V    | 2010–2013 | Black, White, Black 2, și White 2 | None                                   | Nintendo DS                  | 156               | 649               |
| Generația VI   | 2013–2016 | X and Y                           | Omega Ruby și Alpha Sapphire           | Nintendo 3DS                 | 72                | 721               |
| Generația VII  | 2016–2018 | Sun și Moon                       |                                        | Nintendo 3DS                 | 81                | 802               |
| Generația VII  | 2016–2018 | Ultra Sun și Ultra Moon           | 5                                      | Nintendo 3DS                 | 807               |                   |
| Generația VII  | 2016–2018 |                                   | Let's Go, Pikachu! și Let's Go, Eevee! | Nintendo Switch              | 2                 | 809               |
| Generația VIII | 2019–     | Untitled Nintendo Switch game(s)  |                                        | Nintendo Switch              | ≥1                | ≥1                |

### Lista speciilor
| Culoare / simbol | Sens                          | Descriere                                                                          |
| ---------------- | ----------------------------- | ---------------------------------------------------------------------------------- |
| †                | Pokémon de început            | Primul Pokémon pe care un jucător îl poate obține în jocurile principale din serie |
| ~                | Pokémon Fosilă                | Pokémon antic obținut numai prin reînvierea de fosile                              |
| ※                | Pokémon Bebe                  | Pokémon copil obținut în mod principal prin împerecherea formelor lor evoluate     |
| double-dagger    | Pokémon Legendar              | Pokémon puternic asociat cu legendele și lorele lumii Pokémon                      |
| ♭                | Pokémon mitic                 | Pokémon care poate fi obținut numai prin evenimente de distribuție                 |
| ^                | Pokémon cu diferențe de gen   | Pokémon care arată diferit în funcție de sex                                       |
| *                | Pokémon cu diferențe de formă | Pokémon care se poate schimba între forme sau poate avea variante estetice         |
| %                | Pokémon mega evoluat          | Pokémon care poate trece prin Mega Evolution                                       |
| !                | Pokémon primară reversiune    | Pokémon care poate trece prin Primară Reversiune                                   |
| &                | Pokémon cu variante regionale | Pokémon care arată diferit în alte regiuni                                         |
| ♯                | Ultra Beast                   | Pokémon dintr-o altă dimensiune                                                    |

| Generație I           | Generație I           | Generație II          | Generație II          | Generație III         | Generație III         | Generație IV          | Generație IV          | Generație V | Generație V  | Generație VI          | Generație VI          | Generație VII         | Generație VII         | Generație VIII        | Generație VIII        |
| Dex #                 | Nume                  | Dex #                 | Nume                  | Dex #                 | Nume                  | Dex #                 | Nume                  | Dex #       | Nume         | Dex #                 | Nume                  | Dex #                 | Nume                  |                       |                       |
| --------------------- | --------------------- | --------------------- | --------------------- | --------------------- | --------------------- | --------------------- | --------------------- | ----------- | ------------ | --------------------- | --------------------- | --------------------- | --------------------- | --------------------- | --------------------- |
| 001                   | Bulbasaur†            | 152                   | Chikorita†            | 252                   | Treecko†              | 387                   | Turtwig†              | 494         | Victini ♭    | 650                   | Chespin†              | 722                   | Rowlet†               | 810                   | Grookey†              |
| 002                   | Ivysaur               | 153                   | Bayleef               | 253                   | Grovyle               | 388                   | Grotle                | 495         | Snivy†       | 651                   | Quilladin             | 723                   | Dartrix               | 811                   | Thwackey              |
| 003                   | Venusaur              | 154                   | Meganium              | 254                   | Sceptile              | 389                   | Torterra              | 496         | Servine      | 652                   | Chesnaught            | 724                   | Decidueye             | 812                   | Rillaboom             |
| 004                   | Charmander†           | 155                   | Cyndaquil†            | 255                   | Torchic†              | 390                   | Chimchar†             | 497         | Serperior    | 653                   | Fennekin†             | 725                   | Litten†               | 813                   | Scorbunny†            |
| 005                   | Charmeleon            | 156                   | Quilava               | 256                   | Combusken             | 391                   | Monferno              | 498         | Tepig†       | 654                   | Braixen               | 726                   | Torracat              | 814                   | Raboot                |
| 006                   | Charizard             | 157                   | Typhlosion            | 257                   | Blaziken              | 392                   | Infernape             | 499         | Pignite      | 655                   | Delphox               | 727                   | Incineroar            | 815                   | Cinderace             |
| 007                   | Squirtle†             | 158                   | Totodile†             | 258                   | Mudkip†               | 393                   | Piplup†               | 500         | Emboar       | 656                   | Froakie†              | 728                   | Popplio†              | 816                   | Sobble †              |
| 008                   | Wartortle             | 159                   | Croconaw              | 259                   | Marshtomp             | 394                   | Prinplup              | 501         | Oshawott†    | 657                   | Frogadier             | 729                   | Brionne               | 817                   | Drizzile              |
| 009                   | Blastoise             | 160                   | Feraligatr            | 260                   | Swampert              | 395                   | Empoleon              | 502         | Dewott       | 658                   | Greninja              | 730                   | Primarina             | 818                   | Inteleon              |
| 010                   | Caterpie              | 161                   | Sentret               | 261                   | Poochyena             | 396                   | Starly                | 503         | Samurott     | 659                   | Bunnelby              | 731                   | Pikipek               | 819                   | Skwovet               |
| 011                   | Metapod               | 162                   | Furret                | 262                   | Mightyena             | 397                   | Staravia              | 504         | Patrat       | 660                   | Diggersby             | 732                   | Trumbeak              | 820                   | Greedent              |
| 012                   | Butterfree            | 163                   | Hoothoot              | 263                   | Zigzagoon             | 398                   | Staraptor             | 505         | Watchog      | 661                   | Fletchling            | 733                   | Toucannon             | 821                   | Rookidee              |
| 013                   | Weedle                | 164                   | Noctowl               | 264                   | Linoone               | 399                   | Bidoof                | 506         | Lillipup     | 662                   | Fletchinder           | 734                   | Yungoos               | 822                   | Corvisquire           |
| 014                   | Kakuna                | 165                   | Ledyba                | 265                   | Wurmple               | 400                   | Bibarel               | 507         | Herdier      | 663                   | Talonflame            | 735                   | Gumshoos              | 823                   | Corviknight           |
| 015                   | Beedrill              | 166                   | Ledian                | 266                   | Silcoon               | 401                   | Kricketot             | 508         | Stoutland    | 664                   | Scatterbug            | 736                   | Grubbin               | 824                   | Blipbug               |
| 016                   | Pidgey                | 167                   | Spinarak              | 267                   | Beautifly             | 402                   | Kricketune            | 509         | Purrloin     | 665                   | Spewpa                | 737                   | Charjabug             | 825                   | Dottler               |
| 017                   | Pidgeotto             | 168                   | Ariados               | 268                   | Cascoon               | 403                   | Shinx                 | 510         | Liepard      | 666                   | Vivillon              | 738                   | Vikavolt              | 826                   | Orbeetle              |
| 018                   | Pidgeot               | 169                   | Crobat                | 269                   | Dustox                | 404                   | Luxio                 | 511         | Pansage      | 667                   | Litleo                | 739                   | Crabrawler            | 827                   | Nickit                |
| 019                   | Rattata               | 170                   | Chinchou              | 270                   | Lotad                 | 405                   | Luxray                | 512         | Simisage     | 668                   | Pyroar                | 740                   | Crabominable          | 828                   | Thievul               |
| 020                   | Raticate              | 171                   | Lanturn               | 271                   | Lombre                | 406                   | Budew ※               | 513         | Pansear      | 669                   | Flabébé               | 741                   | Oricorio              | 829                   | Gossifleur            |
| 021                   | Spearow               | 172                   | Pichu ※               | 272                   | Ludicolo              | 407                   | Roserade              | 514         | Simisear     | 670                   | Floette               | 742                   | Cutiefly              | 830                   | Eldegoss              |
| 022                   | Fearow                | 173                   | Cleffa ※              | 273                   | Seedot                | 408                   | Cranidos ~            | 515         | Panpour      | 671                   | Florges               | 743                   | Ribombee              | 831                   | Wooloo                |
| 023                   | Ekans                 | 174                   | Igglybuff ※           | 274                   | Nuzleaf               | 409                   | Rampardos ~           | 516         | Simipour     | 672                   | Skiddo                | 744                   | Rockruff              | 832                   | Dubwool               |
| 024                   | Arbok                 | 175                   | Togepi ※              | 275                   | Shiftry               | 410                   | Shieldon ~            | 517         | Munna        | 673                   | Gogoat                | 745                   | Lycanroc              | 833                   | Chewtle               |
| 025                   | Pikachu†              | 176                   | Togetic               | 276                   | Taillow               | 411                   | Bastiodon ~           | 518         | Musharna     | 674                   | Pancham               | 746                   | Wishiwashi            | 834                   | Drednaw               |
| 026                   | Raichu                | 177                   | Natu                  | 277                   | Swellow               | 412                   | Burmy                 | 519         | Pidove       | 675                   | Pangoro               | 747                   | Mareanie              | 835                   | Yamper                |
| 027                   | Sandshrew             | 178                   | Xatu                  | 278                   | Wingull               | 413                   | Wormadam              | 520         | Tranquill    | 676                   | Furfrou               | 748                   | Toxapex               | 836                   | Boltund               |
| 028                   | Sandslash             | 179                   | Mareep                | 279                   | Pelipper              | 414                   | Mothim                | 521         | Unfezant     | 677                   | Espurr                | 749                   | Mudbray               | 837                   | Rolycoly              |
| 029                   | Nidoran♀              | 180                   | Flaaffy               | 280                   | Ralts                 | 415                   | Combee                | 522         | Blitzle      | 678                   | Meowstic              | 750                   | Mudsdale              | 838                   | Carkol                |
| 030                   | Nidorina              | 181                   | Ampharos              | 281                   | Kirlia                | 416                   | Vespiquen             | 523         | Zebstrika    | 679                   | Honedge               | 751                   | Dewpider              | 839                   | Coalossal             |
| 031                   | Nidoqueen             | 182                   | Bellossom             | 282                   | Gardevoir             | 417                   | Pachirisu             | 524         | Roggenrola   | 680                   | Doublade              | 752                   | Araquanid             | 840                   | Applin                |
| 032                   | Nidoran♂              | 183                   | Marill                | 283                   | Surskit               | 418                   | Buizel                | 525         | Boldore      | 681                   | Aegislash             | 753                   | Fomantis              | 841                   | Flapple               |
| 033                   | Nidorino              | 184                   | Azumarill             | 284                   | Masquerain            | 419                   | Floatzel              | 526         | Gigalith     | 682                   | Spritzee              | 754                   | Lurantis              | 842                   | Appletun              |
| 034                   | Nidoking              | 185                   | Sudowoodo             | 285                   | Shroomish             | 420                   | Cherubi               | 527         | Woobat       | 683                   | Aromatisse            | 755                   | Morelull              | 843                   | Silicobra             |
| 035                   | Clefairy              | 186                   | Politoed              | 286                   | Breloom               | 421                   | Cherrim               | 528         | Swoobat      | 684                   | Swirlix               | 756                   | Shiinotic             | 844                   | Sandaconda            |
| 036                   | Clefable              | 187                   | Hoppip                | 287                   | Slakoth               | 422                   | Shellos               | 529         | Drilbur      | 685                   | Slurpuff              | 757                   | Salandit              | 845                   | Cramorant             |
| 037                   | Vulpix                | 188                   | Skiploom              | 288                   | Vigoroth              | 423                   | Gastrodon             | 530         | Excadrill    | 686                   | Inkay                 | 758                   | Salazzle              | 846                   | Arrokuda              |
| 038                   | Ninetales             | 189                   | Jumpluff              | 289                   | Slaking               | 424                   | Ambipom               | 531         | Audino       | 687                   | Malamar               | 759                   | Stufful               | 847                   | Barraskewda           |
| 039                   | Jigglypuff            | 190                   | Aipom                 | 290                   | Nincada               | 425                   | Drifloon              | 532         | Timburr      | 688                   | Binacle               | 760                   | Bewear                | 848                   | Toxel ※               |
| 040                   | Wigglytuff            | 191                   | Sunkern               | 291                   | Ninjask               | 426                   | Drifblim              | 533         | Gurdurr      | 689                   | Barbaracle            | 761                   | Bounsweet             | 849                   | Toxtricity            |
| 041                   | Zubat                 | 192                   | Sunflora              | 292                   | Shedinja              | 427                   | Buneary               | 534         | Conkeldurr   | 690                   | Skrelp                | 762                   | Steenee               | 850                   | Sizzlipede            |
| 042                   | Golbat                | 193                   | Yanma                 | 293                   | Whismur               | 428                   | Lopunny               | 535         | Tympole      | 691                   | Dragalge              | 763                   | Tsareena              | 851                   | Centiskorch           |
| 043                   | Oddish                | 194                   | Wooper                | 294                   | Loudred               | 429                   | Mismagius             | 536         | Palpitoad    | 692                   | Clauncher             | 764                   | Comfey                | 852                   | Clobbopus             |
| 044                   | Gloom                 | 195                   | Quagsire              | 295                   | Exploud               | 430                   | Honchkrow             | 537         | Seismitoad   | 693                   | Clawitzer             | 765                   | Oranguru              | 853                   | Grapploct             |
| 045                   | Vileplume             | 196                   | Espeon                | 296                   | Makuhita              | 431                   | Glameow               | 538         | Throh        | 694                   | Helioptile            | 766                   | Passimian             | 854                   | Sinistea              |
| 046                   | Paras                 | 197                   | Umbreon               | 297                   | Hariyama              | 432                   | Purugly               | 539         | Sawk         | 695                   | Heliolisk             | 767                   | Wimpod                | 855                   | Polteageist           |
| 047                   | Parasect              | 198                   | Murkrow               | 298                   | Azurill ※             | 433                   | Chingling ※           | 540         | Sewaddle     | 696                   | Tyrunt ~              | 768                   | Golisopod             | 856                   | Hatenna               |
| 048                   | Venonat               | 199                   | Slowking              | 299                   | Nosepass              | 434                   | Stunky                | 541         | Swadloon     | 697                   | Tyrantrum ~           | 769                   | Sandygast             | 857                   | Hattrem               |
| 049                   | Venomoth              | 200                   | Misdreavus            | 300                   | Skitty                | 435                   | Skuntank              | 542         | Leavanny     | 698                   | Amaura ~              | 770                   | Palossand             | 858                   | Hatterene             |
| 050                   | Diglett               | 201                   | Unown                 | 301                   | Delcatty              | 436                   | Bronzor               | 543         | Venipede     | 699                   | Aurorus ~             | 771                   | Pyukumuku             | 859                   | Impidimp              |
| 051                   | Dugtrio               | 202                   | Wobbuffet             | 302                   | Sableye               | 437                   | Bronzong              | 544         | Whirlipede   | 700                   | Sylveon               | 772                   | Type: Null            | 860                   | Morgrem               |
| 052                   | Meowth                | 203                   | Girafarig             | 303                   | Mawile                | 438                   | Bonsly ※              | 545         | Scolipede    | 701                   | Hawlucha              | 773                   | Silvally              | 861                   | Grimmsnarl            |
| 053                   | Persian               | 204                   | Pineco                | 304                   | Aron                  | 439                   | Mime Jr. ※            | 546         | Cottonee     | 702                   | Dedenne               | 774                   | Minior                | 862                   | Obstagoon             |
| 054                   | Psyduck               | 205                   | Forretress            | 305                   | Lairon                | 440                   | Happiny ※             | 547         | Whimsicott   | 703                   | Carbink               | 775                   | Komala                | 863                   | Perrserker            |
| 055                   | Golduck               | 206                   | Dunsparce             | 306                   | Aggron                | 441                   | Chatot                | 548         | Petilil      | 704                   | Goomy                 | 776                   | Turtonator            | 864                   | Cursola               |
| 056                   | Mankey                | 207                   | Gligar                | 307                   | Meditite              | 442                   | Spiritomb             | 549         | Lilligant    | 705                   | Sliggoo               | 777                   | Togedemaru            | 865                   | Sirfetch'd            |
| 057                   | Primeape              | 208                   | Steelix               | 308                   | Medicham              | 443                   | Gible                 | 550         | Basculin     | 706                   | Goodra                | 778                   | Mimikyu               | 866                   | Mr. Rime              |
| 058                   | Growlithe             | 209                   | Snubbull              | 309                   | Electrike             | 444                   | Gabite                | 551         | Sandile      | 707                   | Klefki                | 779                   | Bruxish               | 867                   | Runerigus             |
| 059                   | Arcanine              | 210                   | Granbull              | 310                   | Manectric             | 445                   | Garchomp              | 552         | Krokorok     | 708                   | Phantump              | 780                   | Drampa                | 868                   | Milcery               |
| 060                   | Poliwag               | 211                   | Qwilfish              | 311                   | Plusle                | 446                   | Munchlax ※            | 553         | Krookodile   | 709                   | Trevenant             | 781                   | Dhelmise              | 869                   | Alcremie              |
| 061                   | Poliwhirl             | 212                   | Scizor                | 312                   | Minun                 | 447                   | Riolu ※               | 554         | Darumaka     | 710                   | Pumpkaboo             | 782                   | Jangmo-o              | 870                   | Falinks               |
| 062                   | Poliwrath             | 213                   | Shuckle               | 313                   | Volbeat               | 448                   | Lucario               | 555         | Darmanitan   | 711                   | Gourgeist             | 783                   | Hakamo-o              | 871                   | Pincurchin            |
| 063                   | Abra                  | 214                   | Heracross             | 314                   | Illumise              | 449                   | Hippopotas            | 556         | Maractus     | 712                   | Bergmite              | 784                   | Kommo-o               | 872                   | Snom                  |
| 064                   | Kadabra               | 215                   | Sneasel               | 315                   | Roselia               | 450                   | Hippowdon             | 557         | Dwebble      | 713                   | Avalugg               | 785                   | Tapu Koko             | 873                   | Frosmoth              |
| 065                   | Alakazam              | 216                   | Teddiursa             | 316                   | Gulpin                | 451                   | Skorupi               | 558         | Crustle      | 714                   | Noibat                | 786                   | Tapu Lele             | 874                   | Stonjourner           |
| 066                   | Machop                | 217                   | Ursaring              | 317                   | Swalot                | 452                   | Drapion               | 559         | Scraggy      | 715                   | Noivern               | 787                   | Tapu Bulu             | 875                   | Eiscue                |
| 067                   | Machoke               | 218                   | Slugma                | 318                   | Carvanha              | 453                   | Croagunk              | 560         | Scrafty      | 716                   | Xerneas               | 788                   | Tapu Fini             | 876                   | Indeedee              |
| 068                   | Machamp               | 219                   | Magcargo              | 319                   | Sharpedo              | 454                   | Toxicroak             | 561         | Sigilyph     | 717                   | Yveltal               | 789                   | Cosmog                | 877                   | Morpeko               |
| 069                   | Bellsprout            | 220                   | Swinub                | 320                   | Wailmer               | 455                   | Carnivine             | 562         | Yamask       | 718                   | Zygarde               | 790                   | Cosmoem               | 878                   | Cufant                |
| 070                   | Weepinbell            | 221                   | Piloswine             | 321                   | Wailord               | 456                   | Finneon               | 563         | Cofagrigus   | 719                   | Diancie ♭             | 791                   | Solgaleo              | 879                   | Copperajah            |
| 071                   | Victreebel            | 222                   | Corsola               | 322                   | Numel                 | 457                   | Lumineon              | 564         | Tirtouga ~   | 720                   | Hoopa ♭               | 792                   | Lunala                | 880                   | Dracozolt ~           |
| 072                   | Tentacool             | 223                   | Remoraid              | 323                   | Camerupt              | 458                   | Mantyke ※             | 565         | Carracosta ~ | 721                   | Volcanion ♭           | 793                   | Nihilego ♯            | 881                   | Arctozolt ~           |
| 073                   | Tentacruel            | 224                   | Octillery             | 324                   | Torkoal               | 459                   | Snover                | 566         | Archen ~     | No additional Pokémon | No additional Pokémon | 794                   | Buzzwole ♯            | 882                   | Dracovish ~           |
| 074                   | Geodude               | 225                   | Delibird              | 325                   | Spoink                | 460                   | Abomasnow             | 567         | Archeops ~   | No additional Pokémon | No additional Pokémon | 795                   | Pheromosa ♯           | 883                   | Arctovish ~           |
| 075                   | Graveler              | 226                   | Mantine               | 326                   | Grumpig               | 461                   | Weavile               | 568         | Trubbish     | No additional Pokémon | No additional Pokémon | 796                   | Xurkitree ♯           | 884                   | Duraludon             |
| 076                   | Golem                 | 227                   | Skarmory              | 327                   | Spinda                | 462                   | Magnezone             | 569         | Garbodor     | No additional Pokémon | No additional Pokémon | 797                   | Celesteela ♯          | 885                   | Dreepy                |
| 077                   | Ponyta                | 228                   | Houndour              | 328                   | Trapinch              | 463                   | Lickilicky            | 570         | Zorua        | No additional Pokémon | No additional Pokémon | 798                   | Kartana ♯             | 886                   | Drakloak              |
| 078                   | Rapidash              | 229                   | Houndoom              | 329                   | Vibrava               | 464                   | Rhyperior             | 571         | Zoroark      | No additional Pokémon | No additional Pokémon | 799                   | Guzzlord ♯            | 887                   | Dragapult             |
| 079                   | Slowpoke              | 230                   | Kingdra               | 330                   | Flygon                | 465                   | Tangrowth             | 572         | Minccino     | No additional Pokémon | No additional Pokémon | 800                   | Necrozma              | 888                   | Zacian                |
| 080                   | Slowbro               | 231                   | Phanpy                | 331                   | Cacnea                | 466                   | Electivire            | 573         | Cinccino     | No additional Pokémon | No additional Pokémon | 801                   | Magearna ♭            | 889                   | Zamazenta             |
| 081                   | Magnemite             | 232                   | Donphan               | 332                   | Cacturne              | 467                   | Magmortar             | 574         | Gothita      | No additional Pokémon | No additional Pokémon | 802                   | Marshadow ♭           | 890                   | Eternatus             |
| 082                   | Magneton              | 233                   | Porygon2              | 333                   | Swablu                | 468                   | Togekiss              | 575         | Gothorita    | No additional Pokémon | No additional Pokémon | 803                   | Poipole ♯             | 891                   | Kubfu                 |
| 083                   | Farfetch'd            | 234                   | Stantler              | 334                   | Altaria               | 469                   | Yanmega               | 576         | Gothitelle   | No additional Pokémon | No additional Pokémon | 804                   | Naganadel ♯           | 892                   | Urshifu               |
| 084                   | Doduo                 | 235                   | Smeargle              | 335                   | Zangoose              | 470                   | Leafeon               | 577         | Solosis      | No additional Pokémon | No additional Pokémon | 805                   | Stakataka ♯           | 893                   | Zarude ♭              |
| 085                   | Dodrio                | 236                   | Tyrogue ※             | 336                   | Seviper               | 471                   | Glaceon               | 578         | Duosion      | No additional Pokémon | No additional Pokémon | 806                   | Blacephalon ♯         | 894                   | Regieleki             |
| 086                   | Seel                  | 237                   | Hitmontop             | 337                   | Lunatone              | 472                   | Gliscor               | 579         | Reuniclus    | No additional Pokémon | No additional Pokémon | 807                   | Zeraora ♭             | 895                   | Regidrago             |
| 087                   | Dewgong               | 238                   | Smoochum ※            | 338                   | Solrock               | 473                   | Mamoswine             | 580         | Ducklett     | No additional Pokémon | No additional Pokémon | 808                   | Meltan ♭              | 896                   | Glastrier             |
| 088                   | Grimer                | 239                   | Elekid ※              | 339                   | Barboach              | 474                   | Porygon-Z             | 581         | Swanna       | No additional Pokémon | No additional Pokémon | 809                   | Melmetal ♭            | 897                   | Spectrier             |
| 089                   | Muk                   | 240                   | Magby ※               | 340                   | Whiscash              | 475                   | Gallade               | 582         | Vanillite    | No additional Pokémon | No additional Pokémon | No additional Pokémon | No additional Pokémon | 898                   | Calyrex               |
| 090                   | Shellder              | 241                   | Miltank               | 341                   | Corphish              | 476                   | Probopass             | 583         | Vanillish    | No additional Pokémon | No additional Pokémon | No additional Pokémon | No additional Pokémon | No additional Pokémon | No additional Pokémon |
| 091                   | Cloyster              | 242                   | Blissey               | 342                   | Crawdaunt             | 477                   | Dusknoir              | 584         | Vanilluxe    | No additional Pokémon | No additional Pokémon | No additional Pokémon | No additional Pokémon | No additional Pokémon | No additional Pokémon |
| 092                   | Gastly                | 243                   | Raikou                | 343                   | Baltoy                | 478                   | Froslass              | 585         | Deerling     | No additional Pokémon | No additional Pokémon | No additional Pokémon | No additional Pokémon | No additional Pokémon | No additional Pokémon |
| 093                   | Haunter               | 244                   | Entei                 | 344                   | Claydol               | 479                   | Rotom                 | 586         | Sawsbuck     | No additional Pokémon | No additional Pokémon | No additional Pokémon | No additional Pokémon | No additional Pokémon | No additional Pokémon |
| 094                   | Gengar                | 245                   | Suicune               | 345                   | Lileep ~              | 480                   | Uxie                  | 587         | Emolga       | No additional Pokémon | No additional Pokémon | No additional Pokémon | No additional Pokémon | No additional Pokémon | No additional Pokémon |
| 095                   | Onix                  | 246                   | Larvitar              | 346                   | Cradily ~             | 481                   | Mesprit               | 588         | Karrablast   | No additional Pokémon | No additional Pokémon | No additional Pokémon | No additional Pokémon | No additional Pokémon | No additional Pokémon |
| 096                   | Drowzee               | 247                   | Pupitar               | 347                   | Anorith ~             | 482                   | Azelf                 | 589         | Escavalier   | No additional Pokémon | No additional Pokémon | No additional Pokémon | No additional Pokémon | No additional Pokémon | No additional Pokémon |
| 097                   | Hypno                 | 248                   | Tyranitar             | 348                   | Armaldo ~             | 483                   | Dialga                | 590         | Foongus      | No additional Pokémon | No additional Pokémon | No additional Pokémon | No additional Pokémon | No additional Pokémon | No additional Pokémon |
| 098                   | Krabby                | 249                   | Lugia                 | 349                   | Feebas                | 484                   | Palkia                | 591         | Amoonguss    | No additional Pokémon | No additional Pokémon | No additional Pokémon | No additional Pokémon | No additional Pokémon | No additional Pokémon |
| 099                   | Kingler               | 250                   | Ho-oh                 | 350                   | Milotic               | 485                   | Heatran               | 592         | Frillish     | No additional Pokémon | No additional Pokémon | No additional Pokémon | No additional Pokémon | No additional Pokémon | No additional Pokémon |
| 100                   | Voltorb               | 251                   | Celebi ♭              | 351                   | Castform              | 486                   | Regigigas             | 593         | Jellicent    | No additional Pokémon | No additional Pokémon | No additional Pokémon | No additional Pokémon | No additional Pokémon | No additional Pokémon |
| 101                   | Electrode             | No additional Pokémon | No additional Pokémon | 352                   | Kecleon               | 487                   | Giratina              | 594         | Alomomola    | No additional Pokémon | No additional Pokémon | No additional Pokémon | No additional Pokémon | No additional Pokémon | No additional Pokémon |
| 102                   | Exeggcute             | No additional Pokémon | No additional Pokémon | 353                   | Shuppet               | 488                   | Cresselia             | 595         | Joltik       | No additional Pokémon | No additional Pokémon | No additional Pokémon | No additional Pokémon | No additional Pokémon | No additional Pokémon |
| 103                   | Exeggutor             | No additional Pokémon | No additional Pokémon | 354                   | Banette               | 489                   | Phione ♭              | 596         | Galvantula   | No additional Pokémon | No additional Pokémon | No additional Pokémon | No additional Pokémon | No additional Pokémon | No additional Pokémon |
| 104                   | Cubone                | No additional Pokémon | No additional Pokémon | 355                   | Duskull               | 490                   | Manaphy ♭             | 597         | Ferroseed    | No additional Pokémon | No additional Pokémon | No additional Pokémon | No additional Pokémon | No additional Pokémon | No additional Pokémon |
| 105                   | Marowak               | No additional Pokémon | No additional Pokémon | 356                   | Dusclops              | 491                   | Darkrai ♭             | 598         | Ferrothorn   | No additional Pokémon | No additional Pokémon | No additional Pokémon | No additional Pokémon | No additional Pokémon | No additional Pokémon |
| 106                   | Hitmonlee             | No additional Pokémon | No additional Pokémon | 357                   | Tropius               | 492                   | Shaymin ♭             | 599         | Klink        | No additional Pokémon | No additional Pokémon | No additional Pokémon | No additional Pokémon | No additional Pokémon | No additional Pokémon |
| 107                   | Hitmonchan            | No additional Pokémon | No additional Pokémon | 358                   | Chimecho              | 493                   | Arceus ♭              | 600         | Klang        | No additional Pokémon | No additional Pokémon | No additional Pokémon | No additional Pokémon | No additional Pokémon | No additional Pokémon |
| 108                   | Lickitung             | No additional Pokémon | No additional Pokémon | 359                   | Absol                 | No additional Pokémon | No additional Pokémon | 601         | Klinklang    | No additional Pokémon | No additional Pokémon | No additional Pokémon | No additional Pokémon | No additional Pokémon | No additional Pokémon |
| 109                   | Koffing               | No additional Pokémon | No additional Pokémon | 360                   | Wynaut ※              | No additional Pokémon | No additional Pokémon | 602         | Tynamo       | No additional Pokémon | No additional Pokémon | No additional Pokémon | No additional Pokémon | No additional Pokémon | No additional Pokémon |
| 110                   | Weezing               | No additional Pokémon | No additional Pokémon | 361                   | Snorunt               | No additional Pokémon | No additional Pokémon | 603         | Eelektrik    | No additional Pokémon | No additional Pokémon | No additional Pokémon | No additional Pokémon | No additional Pokémon | No additional Pokémon |
| 111                   | Rhyhorn               | No additional Pokémon | No additional Pokémon | 362                   | Glalie                | No additional Pokémon | No additional Pokémon | 604         | Eelektross   | No additional Pokémon | No additional Pokémon | No additional Pokémon | No additional Pokémon | No additional Pokémon | No additional Pokémon |
| 112                   | Rhydon                | No additional Pokémon | No additional Pokémon | 363                   | Spheal                | No additional Pokémon | No additional Pokémon | 605         | Elgyem       | No additional Pokémon | No additional Pokémon | No additional Pokémon | No additional Pokémon | No additional Pokémon | No additional Pokémon |
| 113                   | Chansey               | No additional Pokémon | No additional Pokémon | 364                   | Sealeo                | No additional Pokémon | No additional Pokémon | 606         | Beheeyem     | No additional Pokémon | No additional Pokémon | No additional Pokémon | No additional Pokémon | No additional Pokémon | No additional Pokémon |
| 114                   | Tangela               | No additional Pokémon | No additional Pokémon | 365                   | Walrein               | No additional Pokémon | No additional Pokémon | 607         | Litwick      | No additional Pokémon | No additional Pokémon | No additional Pokémon | No additional Pokémon | No additional Pokémon | No additional Pokémon |
| 115                   | Kangaskhan            | No additional Pokémon | No additional Pokémon | 366                   | Clamperl              | No additional Pokémon | No additional Pokémon | 608         | Lampent      | No additional Pokémon | No additional Pokémon | No additional Pokémon | No additional Pokémon | No additional Pokémon | No additional Pokémon |
| 116                   | Horsea                | No additional Pokémon | No additional Pokémon | 367                   | Huntail               | No additional Pokémon | No additional Pokémon | 609         | Chandelure   | No additional Pokémon | No additional Pokémon | No additional Pokémon | No additional Pokémon | No additional Pokémon | No additional Pokémon |
| 117                   | Seadra                | No additional Pokémon | No additional Pokémon | 368                   | Gorebyss              | No additional Pokémon | No additional Pokémon | 610         | Axew         | No additional Pokémon | No additional Pokémon | No additional Pokémon | No additional Pokémon | No additional Pokémon | No additional Pokémon |
| 118                   | Goldeen               | No additional Pokémon | No additional Pokémon | 369                   | Relicanth             | No additional Pokémon | No additional Pokémon | 611         | Fraxure      | No additional Pokémon | No additional Pokémon | No additional Pokémon | No additional Pokémon | No additional Pokémon | No additional Pokémon |
| 119                   | Seaking               | No additional Pokémon | No additional Pokémon | 370                   | Luvdisc               | No additional Pokémon | No additional Pokémon | 612         | Haxorus      | No additional Pokémon | No additional Pokémon | No additional Pokémon | No additional Pokémon | No additional Pokémon | No additional Pokémon |
| 120                   | Staryu                | No additional Pokémon | No additional Pokémon | 371                   | Bagon                 | No additional Pokémon | No additional Pokémon | 613         | Cubchoo      | No additional Pokémon | No additional Pokémon | No additional Pokémon | No additional Pokémon | No additional Pokémon | No additional Pokémon |
| 121                   | Starmie               | No additional Pokémon | No additional Pokémon | 372                   | Shelgon               | No additional Pokémon | No additional Pokémon | 614         | Beartic      | No additional Pokémon | No additional Pokémon | No additional Pokémon | No additional Pokémon | No additional Pokémon | No additional Pokémon |
| 122                   | Mr. Mime              | No additional Pokémon | No additional Pokémon | 373                   | Salamence             | No additional Pokémon | No additional Pokémon | 615         | Cryogonal    | No additional Pokémon | No additional Pokémon | No additional Pokémon | No additional Pokémon | No additional Pokémon | No additional Pokémon |
| 123                   | Scyther               | No additional Pokémon | No additional Pokémon | 374                   | Beldum                | No additional Pokémon | No additional Pokémon | 616         | Shelmet      | No additional Pokémon | No additional Pokémon | No additional Pokémon | No additional Pokémon | No additional Pokémon | No additional Pokémon |
| 124                   | Jynx                  | No additional Pokémon | No additional Pokémon | 375                   | Metang                | No additional Pokémon | No additional Pokémon | 617         | Accelgor     | No additional Pokémon | No additional Pokémon | No additional Pokémon | No additional Pokémon | No additional Pokémon | No additional Pokémon |
| 125                   | Electabuzz            | No additional Pokémon | No additional Pokémon | 376                   | Metagross             | No additional Pokémon | No additional Pokémon | 618         | Stunfisk     | No additional Pokémon | No additional Pokémon | No additional Pokémon | No additional Pokémon | No additional Pokémon | No additional Pokémon |
| 126                   | Magmar                | No additional Pokémon | No additional Pokémon | 377                   | Regirock              | No additional Pokémon | No additional Pokémon | 619         | Mienfoo      | No additional Pokémon | No additional Pokémon | No additional Pokémon | No additional Pokémon | No additional Pokémon | No additional Pokémon |
| 127                   | Pinsir                | No additional Pokémon | No additional Pokémon | 378                   | Regice                | No additional Pokémon | No additional Pokémon | 620         | Mienshao     | No additional Pokémon | No additional Pokémon | No additional Pokémon | No additional Pokémon | No additional Pokémon | No additional Pokémon |
| 128                   | Tauros                | No additional Pokémon | No additional Pokémon | 379                   | Registeel             | No additional Pokémon | No additional Pokémon | 621         | Druddigon    | No additional Pokémon | No additional Pokémon | No additional Pokémon | No additional Pokémon | No additional Pokémon | No additional Pokémon |
| 129                   | Magikarp              | No additional Pokémon | No additional Pokémon | 380                   | Latias                | No additional Pokémon | No additional Pokémon | 622         | Golett       | No additional Pokémon | No additional Pokémon | No additional Pokémon | No additional Pokémon | No additional Pokémon | No additional Pokémon |
| 130                   | Gyarados              | No additional Pokémon | No additional Pokémon | 381                   | Latios                | No additional Pokémon | No additional Pokémon | 623         | Golurk       | No additional Pokémon | No additional Pokémon | No additional Pokémon | No additional Pokémon | No additional Pokémon | No additional Pokémon |
| 131                   | Lapras                | No additional Pokémon | No additional Pokémon | 382                   | Kyogre                | No additional Pokémon | No additional Pokémon | 624         | Pawniard     | No additional Pokémon | No additional Pokémon | No additional Pokémon | No additional Pokémon | No additional Pokémon | No additional Pokémon |
| 132                   | Ditto                 | No additional Pokémon | No additional Pokémon | 383                   | Groudon               | No additional Pokémon | No additional Pokémon | 625         | Bisharp      | No additional Pokémon | No additional Pokémon | No additional Pokémon | No additional Pokémon | No additional Pokémon | No additional Pokémon |
| 133                   | Eevee†                | No additional Pokémon | No additional Pokémon | 384                   | Rayquaza              | No additional Pokémon | No additional Pokémon | 626         | Bouffalant   | No additional Pokémon | No additional Pokémon | No additional Pokémon | No additional Pokémon | No additional Pokémon | No additional Pokémon |
| 134                   | Vaporeon              | No additional Pokémon | No additional Pokémon | 385                   | Jirachi ♭             | No additional Pokémon | No additional Pokémon | 627         | Rufflet      | No additional Pokémon | No additional Pokémon | No additional Pokémon | No additional Pokémon | No additional Pokémon | No additional Pokémon |
| 135                   | Jolteon               | No additional Pokémon | No additional Pokémon | 386                   | Deoxys ♭              | No additional Pokémon | No additional Pokémon | 628         | Braviary     | No additional Pokémon | No additional Pokémon | No additional Pokémon | No additional Pokémon | No additional Pokémon | No additional Pokémon |
| 136                   | Flareon               | No additional Pokémon | No additional Pokémon | No additional Pokémon | No additional Pokémon | No additional Pokémon | No additional Pokémon | 629         | Vullaby      | No additional Pokémon | No additional Pokémon | No additional Pokémon | No additional Pokémon | No additional Pokémon | No additional Pokémon |
| 137                   | Porygon               | No additional Pokémon | No additional Pokémon | No additional Pokémon | No additional Pokémon | No additional Pokémon | No additional Pokémon | 630         | Mandibuzz    | No additional Pokémon | No additional Pokémon | No additional Pokémon | No additional Pokémon | No additional Pokémon | No additional Pokémon |
| 138                   | Omanyte ~             | No additional Pokémon | No additional Pokémon | No additional Pokémon | No additional Pokémon | No additional Pokémon | No additional Pokémon | 631         | Heatmor      | No additional Pokémon | No additional Pokémon | No additional Pokémon | No additional Pokémon | No additional Pokémon | No additional Pokémon |
| 139                   | Omastar ~             | No additional Pokémon | No additional Pokémon | No additional Pokémon | No additional Pokémon | No additional Pokémon | No additional Pokémon | 632         | Durant       | No additional Pokémon | No additional Pokémon | No additional Pokémon | No additional Pokémon | No additional Pokémon | No additional Pokémon |
| 140                   | Kabuto ~              | No additional Pokémon | No additional Pokémon | No additional Pokémon | No additional Pokémon | No additional Pokémon | No additional Pokémon | 633         | Deino        | No additional Pokémon | No additional Pokémon | No additional Pokémon | No additional Pokémon | No additional Pokémon | No additional Pokémon |
| 141                   | Kabutops ~            | No additional Pokémon | No additional Pokémon | No additional Pokémon | No additional Pokémon | No additional Pokémon | No additional Pokémon | 634         | Zweilous     | No additional Pokémon | No additional Pokémon | No additional Pokémon | No additional Pokémon | No additional Pokémon | No additional Pokémon |
| 142                   | Aerodactyl ~          | No additional Pokémon | No additional Pokémon | No additional Pokémon | No additional Pokémon | No additional Pokémon | No additional Pokémon | 635         | Hydreigon    | No additional Pokémon | No additional Pokémon | No additional Pokémon | No additional Pokémon | No additional Pokémon | No additional Pokémon |
| 143                   | Snorlax               | No additional Pokémon | No additional Pokémon | No additional Pokémon | No additional Pokémon | No additional Pokémon | No additional Pokémon | 636         | Larvesta     | No additional Pokémon | No additional Pokémon | No additional Pokémon | No additional Pokémon | No additional Pokémon | No additional Pokémon |
| 144                   | Articuno              | No additional Pokémon | No additional Pokémon | No additional Pokémon | No additional Pokémon | No additional Pokémon | No additional Pokémon | 637         | Volcarona    | No additional Pokémon | No additional Pokémon | No additional Pokémon | No additional Pokémon | No additional Pokémon | No additional Pokémon |
| 145                   | Zapdos                | No additional Pokémon | No additional Pokémon | No additional Pokémon | No additional Pokémon | No additional Pokémon | No additional Pokémon | 638         | Cobalion     | No additional Pokémon | No additional Pokémon | No additional Pokémon | No additional Pokémon | No additional Pokémon | No additional Pokémon |
| 146                   | Moltres               | No additional Pokémon | No additional Pokémon | No additional Pokémon | No additional Pokémon | No additional Pokémon | No additional Pokémon | 639         | Terrakion    | No additional Pokémon | No additional Pokémon | No additional Pokémon | No additional Pokémon | No additional Pokémon | No additional Pokémon |
| 147                   | Dratini               | No additional Pokémon | No additional Pokémon | No additional Pokémon | No additional Pokémon | No additional Pokémon | No additional Pokémon | 640         | Virizion     | No additional Pokémon | No additional Pokémon | No additional Pokémon | No additional Pokémon | No additional Pokémon | No additional Pokémon |
| 148                   | Dragonair             | No additional Pokémon | No additional Pokémon | No additional Pokémon | No additional Pokémon | No additional Pokémon | No additional Pokémon | 641         | Tornadus     | No additional Pokémon | No additional Pokémon | No additional Pokémon | No additional Pokémon | No additional Pokémon | No additional Pokémon |
| 149                   | Dragonite             | No additional Pokémon | No additional Pokémon | No additional Pokémon | No additional Pokémon | No additional Pokémon | No additional Pokémon | 642         | Thundurus    | No additional Pokémon | No additional Pokémon | No additional Pokémon | No additional Pokémon | No additional Pokémon | No additional Pokémon |
| 150                   | Mewtwo                | No additional Pokémon | No additional Pokémon | No additional Pokémon | No additional Pokémon | No additional Pokémon | No additional Pokémon | 643         | Reshiram     | No additional Pokémon | No additional Pokémon | No additional Pokémon | No additional Pokémon | No additional Pokémon | No additional Pokémon |
| 151                   | Mew ♭                 | No additional Pokémon | No additional Pokémon | No additional Pokémon | No additional Pokémon | No additional Pokémon | No additional Pokémon | 644         | Zekrom       | No additional Pokémon | No additional Pokémon | No additional Pokémon | No additional Pokémon | No additional Pokémon | No additional Pokémon |
| No additional Pokémon | No additional Pokémon | No additional Pokémon | No additional Pokémon | No additional Pokémon | No additional Pokémon | No additional Pokémon | No additional Pokémon | 645         | Landorus     | No additional Pokémon | No additional Pokémon | No additional Pokémon | No additional Pokémon | No additional Pokémon | No additional Pokémon |
| No additional Pokémon | No additional Pokémon | No additional Pokémon | No additional Pokémon | No additional Pokémon | No additional Pokémon | No additional Pokémon | No additional Pokémon | 646         | Kyurem       | No additional Pokémon | No additional Pokémon | No additional Pokémon | No additional Pokémon | No additional Pokémon | No additional Pokémon |
| No additional Pokémon | No additional Pokémon | No additional Pokémon | No additional Pokémon | No additional Pokémon | No additional Pokémon | No additional Pokémon | No additional Pokémon | 647         | Keldeo ♭     | No additional Pokémon | No additional Pokémon | No additional Pokémon | No additional Pokémon | No additional Pokémon | No additional Pokémon |
| No additional Pokémon | No additional Pokémon | No additional Pokémon | No additional Pokémon | No additional Pokémon | No additional Pokémon | No additional Pokémon | No additional Pokémon | 648         | Meloetta ♭   | No additional Pokémon | No additional Pokémon | No additional Pokémon | No additional Pokémon | No additional Pokémon | No additional Pokémon |
| No additional Pokémon | No additional Pokémon | No additional Pokémon | No additional Pokémon | No additional Pokémon | No additional Pokémon | No additional Pokémon | No additional Pokémon | 649         | Genesect ♭   | No additional Pokémon | No additional Pokémon | No additional Pokémon | No additional Pokémon | No additional Pokémon | No additional Pokémon |

## Legături externe
- Pokédex oficial
- Specii Pokémon la Bulbapedia